# Ian Stewart
Ian Stewart (Pittenweem, East Neuk, Fife, 18 de julho de 1938 – Londres, 12 de dezembro de 1985) foi um pianista e tecladista escocês, membro das bandas Rolling Stones e Rockeet 88.
Esteve no Rolling Stones de Junho de 1962 até sua morte, mesmo tendo participado nas gravações, e algumas vezes no palco, a partir de 1960. Morreu de ataque cardíaco. Fez participações especiais no Led Zeppelin em "Rock'n Roll" e "Boogie With Stu" e em Yardbirds, em "Drinking Muddy Waters". Rocket 88 foi a única banda em que ele era participante fixo. Nos Rolling Stones, foi membro fixo por pouco tempo, pois a banda, com ele, tinha 6 integrantes, o que era demais para a época, ficando Ian então para ser o responsável por levar a banda aos lugares para tocarem. Fazia arranjos no piano em várias músicas dos Stones.

## Discografia

### ComRolling Stones
- The Rolling Stones (UK) (1964)
- England Newest Hit Makers (US) (1964)
- 12 X 5 (1964)
- The Rolling Stones No. 2 (1965)
- The Rolling Stones, Now! (1965)
- Out of Our Heads (1965)
- December' s Children (And Everybody) (1965)
- Aftermath (1966)
- Between the Buttons (1967)
- Their Satanic Majesty Request (1967)
- Let it Bleed (1969)
- Stichy Fingers (1971)
- Exile on Man St. (1972)
- Goats Head Soup (1973)
- It's Only Rock'n'Roll (1974)
- Black and Blue (1976)
- Some Girl (1978)
- Emotional Rescue (1980)
- Tattoo you (1981)
- Undercover (1983)
- Dirty Work (1986)

### ComLed Zeppelin
- Led Zeppelin IV (1971)
- Physical Graffiti (1975)